# 威尔第广场

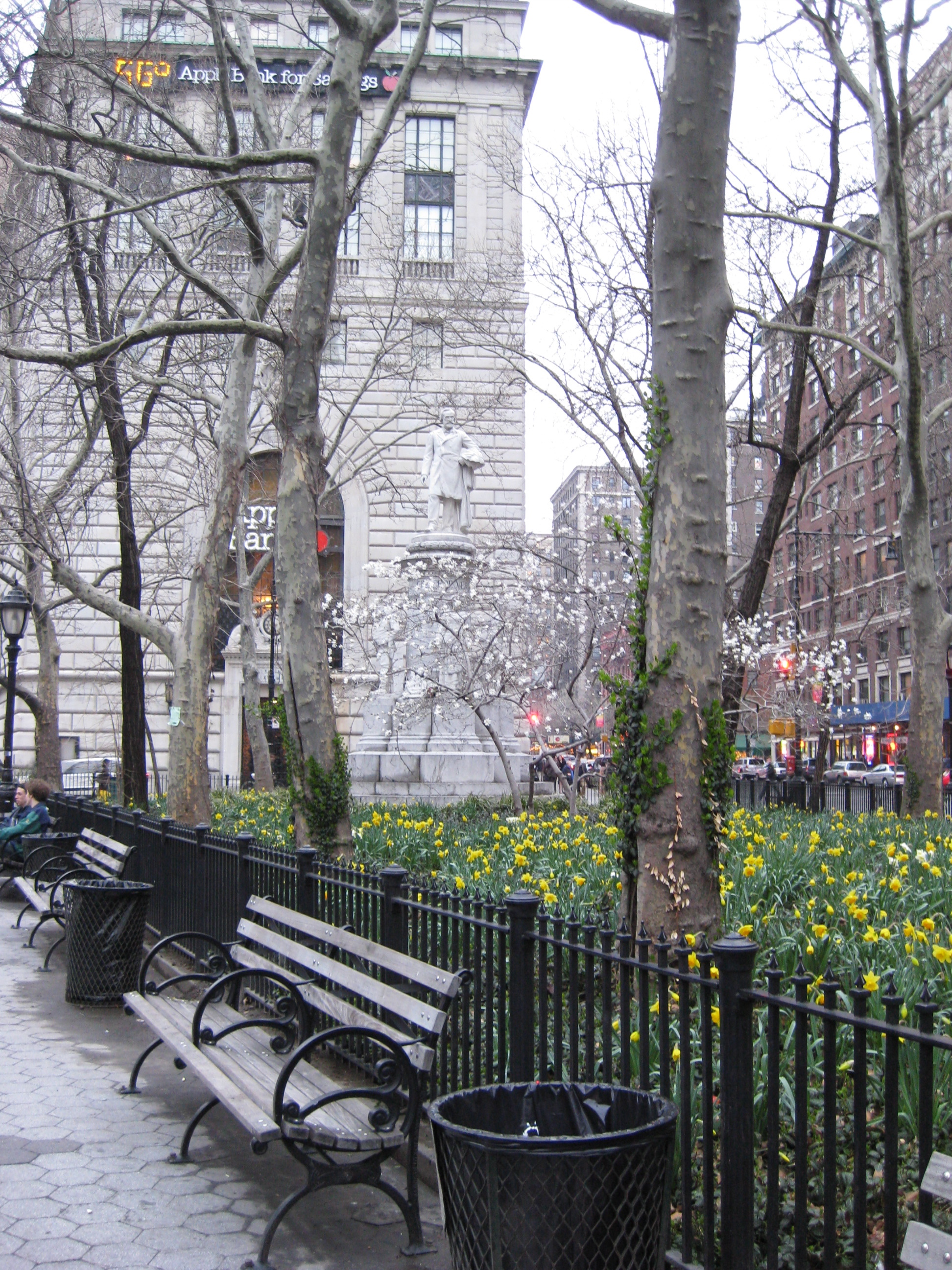
威尔第广场

威尔第广场（英語：Verdi Square）是美国纽约一块小型三角形绿地，周围有栏杆封闭，位于曼哈顿的上西城，南到72街，北到73街，西到百老汇，东到阿姆斯特丹大道。南面隔72街为谢尔曼广场；其北侧为佛罗伦萨文艺复兴宫殿中央储蓄银行，目前苹果储蓄银行，这座梯形建筑拥有65英尺高的巨大的拱形银行营业大厅，建于1926年至1928年。
在威尔第广场中心矗立着威尔第纪念碑，由帕斯夸莱·希弗莱蒂创作于1906年。歌剧作曲家威尔第的雕像位于顶部，下方是他的四个最著名的戏剧人物的雕像：福斯塔夫、莱奥诺拉、阿依达和奥泰罗。园林由林登·米勒设计于2004年，在春季和夏季，雕像的四周鲜花盛开。

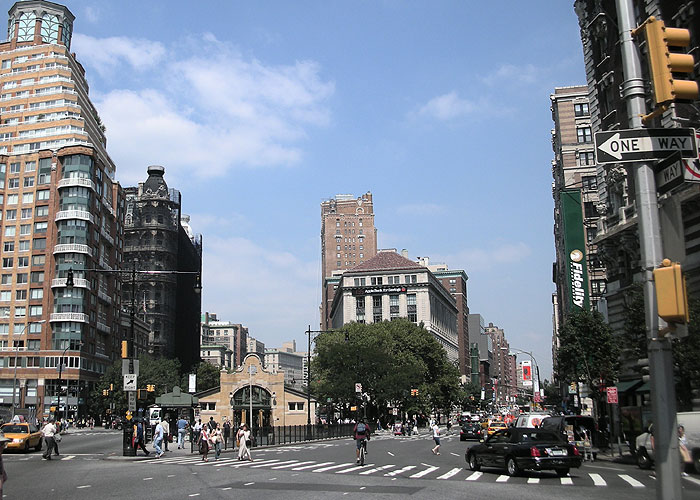
威尔第广场

72街車站 (IRT百老匯-第七大道線)位于广场下方。